# 虎门销烟

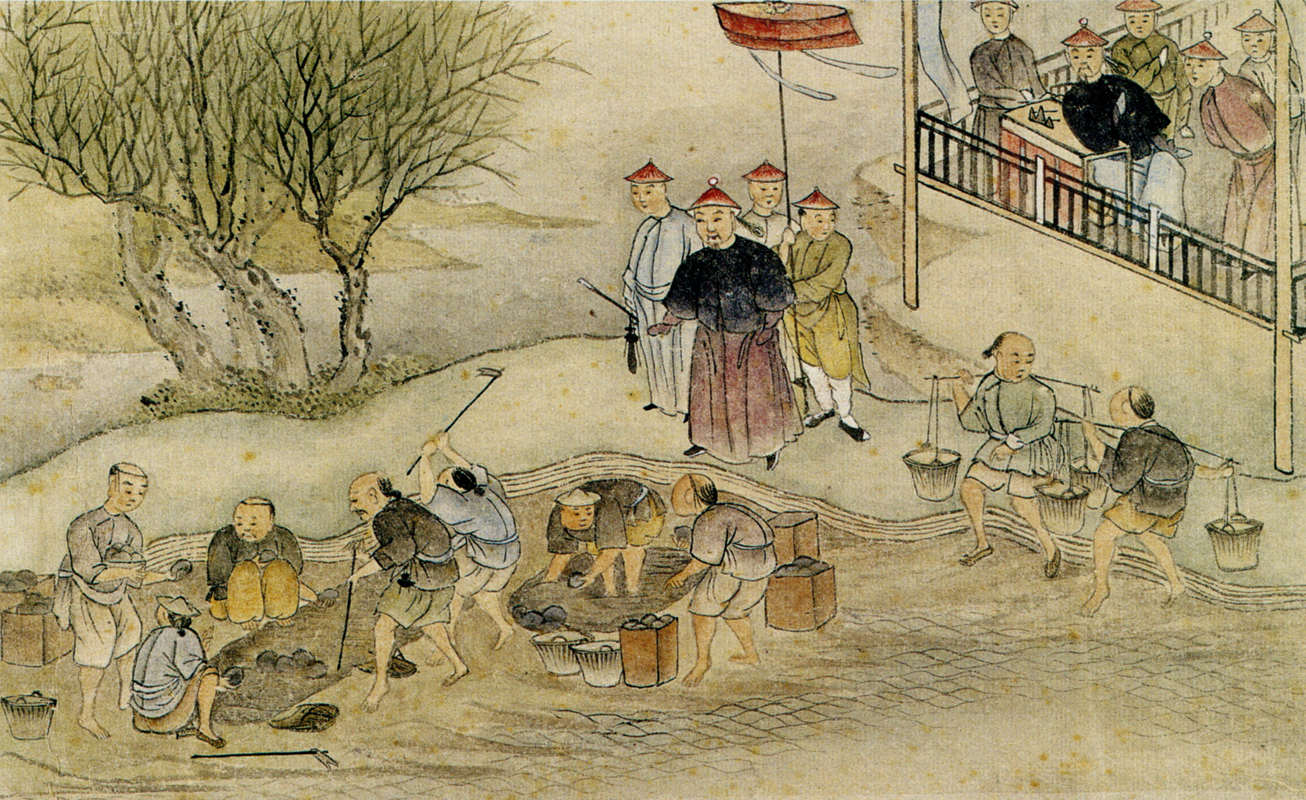
虎門銷煙想像圖

虎門銷煙是指公元1839年（道光十九年）時，清政府任命林則徐為欽差大臣前往廣州查禁鴉片的歷史事件，旨在禁絕鴉片貿易以遏制白銀外流:176-181。由於中國官員之煙禁忽嚴忽弛、無所適從，一時與洋商朋比為奸、勾結分肥，一時又貿然無差別禁錮所有洋商甚至英國領事，以斷水斷糧的強硬手段脅迫繳出鴉片，觸及了英方的根本利益和外交底線，被視為鴉片戰爭的導火索:100。
清朝一口通商令中外的邦交與貿易隔絕，英國曾多次遣使訪華請求通商不果:100。結果，18世紀的中英貿易嚴重失衡，大量白銀流入中國:165。由於中國民間早有吸食鴉片的習慣，以英國商人爲首的洋商發現鴉片在中國大有銷路，便向中國輸入鴉片，以扭轉英國對華貿易赤字:165-169。鴉片的不斷輸入導致中國白銀不斷外流，清政府出現財政困難:169-170。
清廷曾多次下令禁止進口鴉片，卻未能奏效，因為貪官污吏憑藉這些禁令收受洋商賄賂:7。因此有官員提出「弛禁」鴉片，取消鴉片禁令，提倡內地種植罌粟，並提高鴉片關稅，以國貨杜絕洋貨，遏制銀漏問題:7-8；另一批官員則主張對內「嚴禁」鴉片，以死刑處理吸食者，引發朝野爭議:90-91。1838年底，有滿清皇親也被揭發吸食鴉片，令道光帝決定嚴禁鴉片，派林則徐前往廣州查禁鴉片:176。
1839年3月，林則徐抵粵後，一方面武力封鎖外國商館、強制洋商交出鴉片並簽署保證書，一方面拘拿中國的鴉片販子與吸食者、收繳民間烟具:176-179。3月27日，時任駐華商務總監查理·義律同意收繳英商所有鴉片，並宣佈英國政府會賠償英商的損失，變相將鴉片作為英國政府的公有財產交出，構成外交衝突:179。6月3日，道光皇帝命令林则徐集中在廣州虎門鎮（現為东莞市的一部分）当众销毁鸦片，共历时23天，销毁鸦片19,187箱和2119袋，总重量2,376,254斤。
中華民國國民政府後來將虎门銷菸的開始日期6月3日定為禁菸節，戒菸專線號碼也由63組成。

## 背景

### 清朝閉關政策

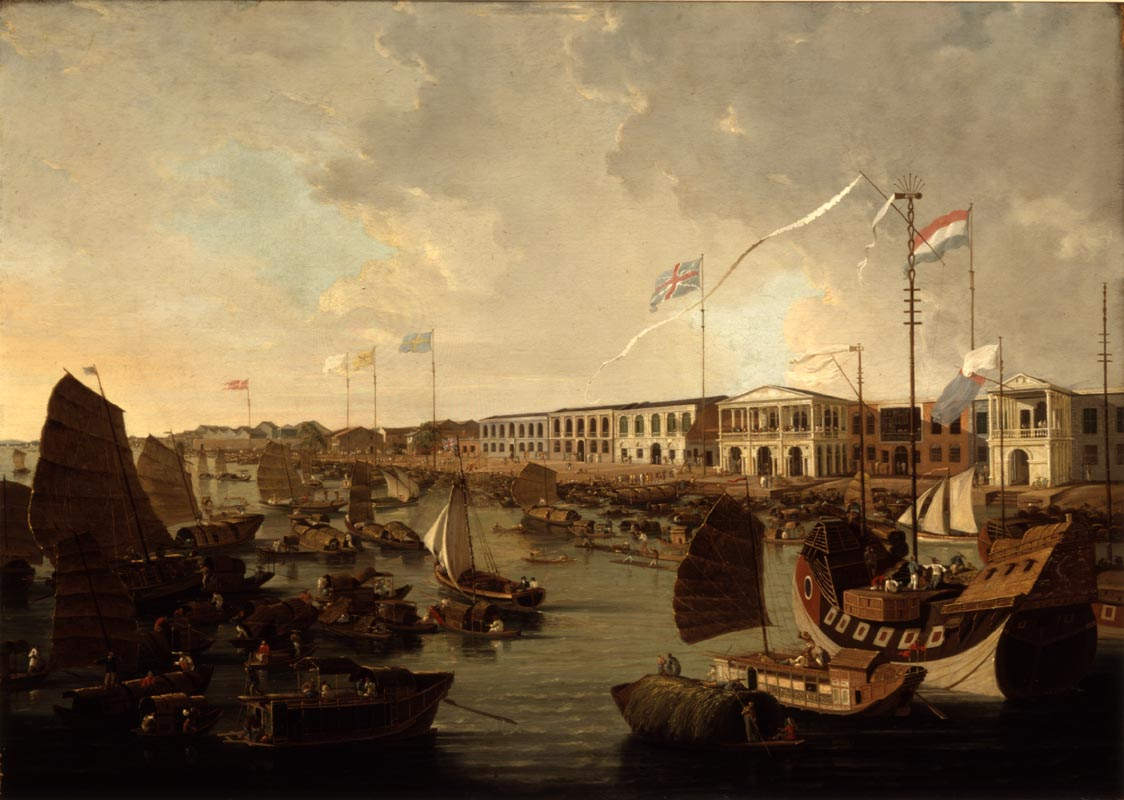
18世纪的广东十三行

清初實行廣州、漳州、寧波、雲台山「四口通商」，尤以廣州最爲繁盛，但當地有諸多陳規陋習和腐敗橫行、敲詐勒索的現象，故英國商人希望在更北尋求在較偏北的口岸開展商務:137-138尤其注意寧波:36。1755年（乾隆二十年），英國東印度公司派遣通曉華語的洪任輝（James Flint）前往寧波，諸事進展順利:36。但朝廷擔心商船北上會助長外人與內地奸民勾結:138，乾隆帝遂在1757年（乾隆二十二年）以海防重地規範外商活動為理由，通知洋商：“嗣后口岸定于广东，不得再赴浙省”，稱爲「一口通商」。1759年（乾隆二十四年），洪任輝攜同預先準備好的呈文，直接前往大沽，上北京申訴:36，通过直隶总督向乾隆皇帝递交诉状，希望清朝开放多个通商口岸，並指控广州海关勒索陋規、行商拖欠貨銀、保商制度多弊:36-37。乾隆皇帝以洪任輝「勾串內地奸民，代為列款，希冀違例，別通海口」罪名，將其圈禁在澳門三年:37。
洪任輝事件發生後，清政府對貿易採取更嚴格的限制，把對外貿易城市限於广州一口，並且規定外商來華買賣都必須通過廣州十三行的「行商」之手:6，實行公行制度壟斷對外貿易:140。此後，廣州貿易體系對於外商的限制更嚴，勒索更重，令外商更爲不滿:37。此外，行商税吏巧立名目，額外費用多達60多種，引起外商不滿。至此兩廣總督再訂立《防範外夷規條》五事，主要用意在於制止外人與人民往來，包括嚴禁外商在廣州過冬、外商必須居於商館等:37，後來又規定外人不得坐轎、不得學習中文，外國婦女不得進入廣州等:148；加上「一口通商」令原本產於江蘇、浙江、福建等地的生絲和茶葉全須運往廣州，造成運輸費用劇增和茶葉變質的問題，這都讓外商更爲不滿。

### 中英外交糾紛
洪任輝事件發生以後，廣州外商所受的壓迫更甚，糾紛更多:38；1784年「赫符斯號(Lady Hughes)」炮手處死案使得外國人的不安全感達到頂點，也加劇了其對廣州貿易體系的普遍不滿情緒:151:38。當時英國人以爲，在華通商所遇到的困難都只是廣州地方官吏所致，如果能讓中國皇帝知道，他必定願意改革:5。英國分別在1792年和1816年派出馬戛爾尼使團和阿美士德使團訪華，旨在擴大與中國的貿易並建立外交關係，但都因覲見禮儀問題與清廷發生糾紛，使團所有的通商請求都遭到拒絕:39-40:153-163。
當時中國自視為天朝上國（宗主國），視外國為蠻夷（藩屬國），認爲洋人到來都是傾心慕化和納貢稱臣；其時中國不承認他國的平等地位，把來華的西洋人當作琉球人、高麗人看待，外人到來必須尊中國為上國並以藩屬自居。當時中國認爲沒有聯絡外邦的必要，並無「外交」的觀念，對外只有「剿夷」和「撫夷」兩種政策，這個體統和儀式問題就成爲邦交的大阻礙:2。

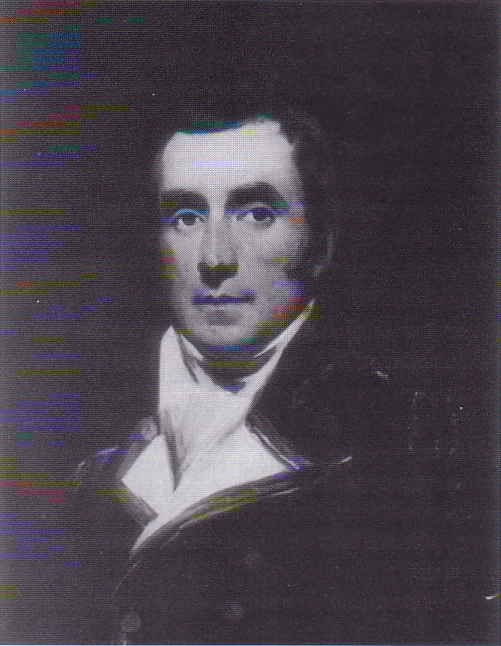
威廉·約翰·律勞卑

1832年（道光十二年），東印度公司對華貿易壟斷權被取消:170。次年，英国国王任命上议院议员、海军将官律劳卑（William J. Napier）为驻华商务正监督，左右副監督各一人:44。這個事件標誌著中英關係已發生根本性變化，「英國政府」替代了「東印度公司」與中國交往，官方關係替代了非官方關係:171。然而，中國人絲毫未能理解這一變化的政治含義，也沒有做任何準備來應付這一新形勢:171。
1834年律勞卑抵華，發了一封平行公函給時任两广总督卢坤，要求建立平等的中英外交關係:531。但盧坤視此舉為大逆不道，認爲即使是英國官員「亦不能與天朝疆吏書信平行」:24，拒絕接受信函和直接會面，呼籲律勞卑遵守舊制，並要求他立即返回澳門:531；但律勞卑不服，堅持要求平等待遇:24。這令中英雙方就公函「平行款式」問題僵持不下:45。卢坤下令全面终止与英国贸易，并派兵包围英國商馆，撤走所有清朝佣工，严禁人民向英人提供任何食物、水和藥物。律勞卑立即召集兵船駛入內河，炮轟虎門炮台，盧坤亦調兵增防:45-46。後來英商不願貿易長久停止，與公行達成和解；律劳卑及兵船離開黃埔，中英貿易隨之恢復，雙方爭執暫告一段落:46。
律勞卑在廣州時已染重病，回到澳門後病逝；此後兩年，繼任駐華商務正監督的德庇時(John F. Davis)和乔治·罗宾逊(George Robinson)都採取消極的靜默政策；當時英國內閣改組，亦主張以和協的方式改進對華關係；廣州的英商不滿，聯名上書，請求派遣全權代表率領船艦，要求撤懲盧坤，賠償損失，加開口岸:46。

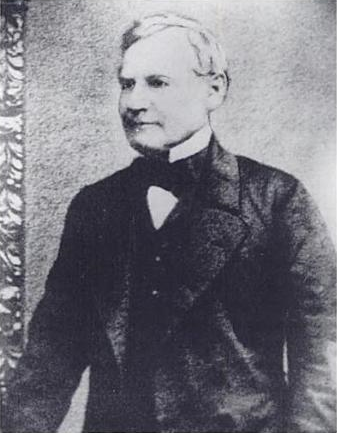
查理·義律

1836年（道光十六年），巴麥尊重掌外部，副監督查理·義律(Charles Elliot)力請積極行動，巴麥尊隨即派他為正監督，一稱領事:46-47。義律試圖與廣州當局接觸，放棄過去兩年的靜默政策，照舊經過行商，具稟兩廣總督鄧廷楨，請求前往省城，管治英國商賈、船夫；經鄧廷楨奏准，1837年（道光十七年）4月，義律到達廣州，鄧廷楨拒絕與他直接往來，巴麥尊又訓令他不准提稟，不許由行商代轉，他只好返回澳門；此時鴉片停運問題漸趨嚴重，次年英國東印度艦隊司令馬他倫(Sir F. Maitland)奉命前往廣東，義律再到廣州，改向鄧廷楨投遞書信，請他與馬他倫互相以「平行格式」致函，但遭鄧廷楨原封駁回:47。
同年，有十多名中國水手在新加坡海面遇險，被英人救起，義律希望藉此促進與中國的關係，便通知鄧廷楨，稱這可促進「兩國間」既存的「和平與友好的關係」；鄧廷楨甚為震驚，認為「蕞爾小邦」不可與「天朝上國」相提並論，如何能有「和平與友好的關係」？至此，中英兩國就彼此外交觀念的分歧，相持不下:47。

### 中英貿易失衡

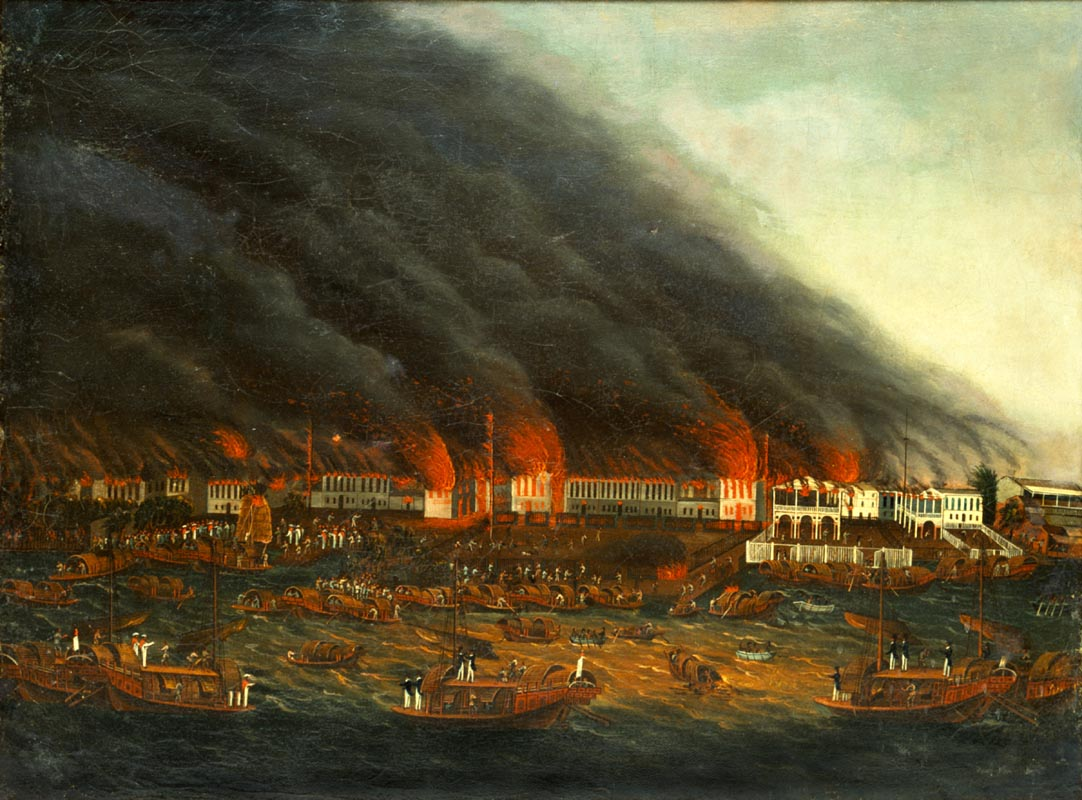
1822年，廣州十三行發生大火，大量白銀熔為銀水

十八世紀，貿易順差的有利地位嚴重偏向中國一邊:165:282，在1830年（道光十年）以前中國人在對外貿易上經常是出超，白銀不斷地從印度、英國和美國流入中國:2。當時中國對英國的輸出首為茶葉，次為絲綢、土布、瓷器:47。十八世紀，飲茶成爲英國的一種國民風尚，英國人對茶葉的需求非常大:146
，需求量增長非常迅速:4。
自從法國皇帝拿破侖一世敗亡和工業革命之後，英國已晉身為工業大國。英國完成工業革命後，需要一個廣大的市場作為貨品出口地，而中國剛好符合此條件:282。英國早期對華輸出的貨物，包括毛織品、金屬、鐘錶、玻璃，以及來自印度的棉花、棉織品；然而，在男耕女織的中國農村經濟自給的情況下，英國商品在中國缺乏市場:47。故此，英商要交易茶葉唯有用白銀購買:47。东印度公司驶往中国的船舶经常装载90%至98%的黄金，只有10%的货物是商品。十八世紀前期，英國輸入中國的貨值，經常不及進口白銀的十分之一；在歐洲盛行重商主義、重視現金的時代，英人認爲這是國家的巨大損失:47。
英國在18世紀開始實行金本位货币政策，而中國則以白银作為貨幣，由於與中國的所有貿易需以銀兩折算，令英國需要從歐洲大陸購入白銀作貿易用途，金銀一買一賣，英國利潤受損巨大；稅率方面，中國對英國进口货物需要抽20%的稅率，同时由于海关官僚腐败和贪婪，使得除税率之外还产生許多不可预估的费用，英國爲此大爲不滿:282。此外，十八世紀中葉起，爲了擴大對華貿易，外商開始向中國行商放高利貸，部分行商借貸過多而無力償還，令「商欠」事件頻頻發生，欠款數額越來越大，引起英商強烈不滿而發生糾紛，令中英矛盾更爲尖銳:530-531。

### 鴉片與漏銀

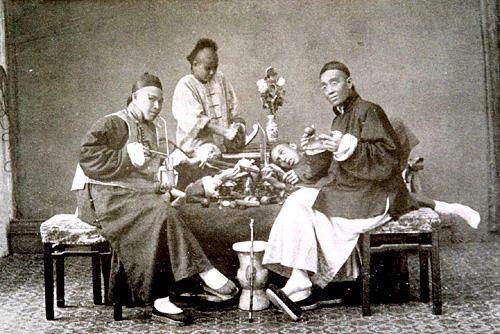
吸食鴉片者

英國政府和英國東印度公司開始對華貿易之時，並不支持販賣鴉片，認為有損國家的體面。但由於18世紀的廣州貿易順差嚴重偏向中國一邊，大量白銀流入中國:165。當時不論中外的經濟學家都認爲金銀的輸出對國家有害，各國都想方設法增加貨物的出口和金銀的進口；在華外商經過多年的實驗，發現鴉片是種上等的商品:7。
鸦片在明朝時稱為烏香、鴉片或阿芙蓉，南洋諸國以其為貢品，市鎮亦有貨賣，價值與黃金相等，葡萄牙人自印度來廣東後，輸入漸漸增加:47。16世紀晚年（明中葉），海關開始徵稅，列入藥材項下，與自菲律賓傳入之煙草混合吸食:47。主要用来做止痛安神的药；为求享受而吸食鸦片的情况很少:165。1620年（萬曆四十八年），中国开始出现吸食鸦片的记载，据称当时在台湾一些人将鸦片与烟草混在一起吸食，这种做法在17世纪60年代传到福建和广东，在那里，吸食的方式得到改进——吸食者就着灯火烧化鸦片，并用一根竹管来吸。吸食鸦片迅速成為有闲阶层的一种时尚，不久后甚至连穷人也沾上这种习惯。对鸦片的需求导致外国进口的鸦片增加，也导致在四川、云南、福建、浙江和广东种植罂粟:165-166。清初其法益精，「煮土成膏，鑲竹為管，就燈吸食其煙，不數年流行各省，甚至開館賣煙」；1729年（雍正七年），雍正帝以鴉片淫蕩傷人，予以禁止，但所指為煙草與鴉片合製之鴉片煙，並非鴉片本身:47。

1650-1880年間外銷中國鴉片數量

十八世紀，英國商人發現鴉片在中國大有銷路，遂全力以赴:47。1773年（乾隆三十八年），英国人取代葡萄牙人成为鸦片贸易的领头羊，同年，东印度公司在印度获得种植鸦片的垄断权——由孟加拉国掌管从播种到在加尔各答出卖成品的一切事宜:166。東印度公司獲得印度鴉片的專賣權後，鼓勵栽種，管轄鴉片的運輸和銷售；當時中國每年進口鴉片四千餘箱，漸增至六千餘箱，每箱售價自140銀兩上漲至350銀兩:48。鴉片貿易的豐厚利潤吸引了幾乎所有的外國商人，當中英國私家商號「怡和洋行」是最主要的鴉片貿易商:168。
由於清朝政府不許在陸地上買賣鴉片，也不准將鴉片存於澳門，於是英商就把鴉片倉庫設在船上，名為「躉船」，停泊在伶仃洋至台灣的周邊海域，讓走私鴉片者接貨立券，憑券使可在廣州取錢，1837年一月加爾各答的報紙《英國人》如此報導：
「在這裡停留的各種大小不同的船隻，有些是躉船，所載的主要貨物是鴉片，這些船隻多年就沒有移動，……自早至晚，走私船只從這些躉船上運走鴉片，來往不斷。……走到鴉片船上，到處都可以看到一個活潑的、發財的、買賣的氣象。在甲板的一邊堆著巴特那和貝拿勒斯鴉片，另一邊又堆著摩臘婆鴉片，……你再舉目一看，又可看到在船尾上，二千元一箱的洋銀，不知多少箱，也有箱子裡裝著紋銀的。……當你看到這船上這些財富充斥的象征，而且這些錢在表面上看是如此不注意地分散著，你便對這部貿易的規模之宏大、價值之重要，得有很深的印象了。」

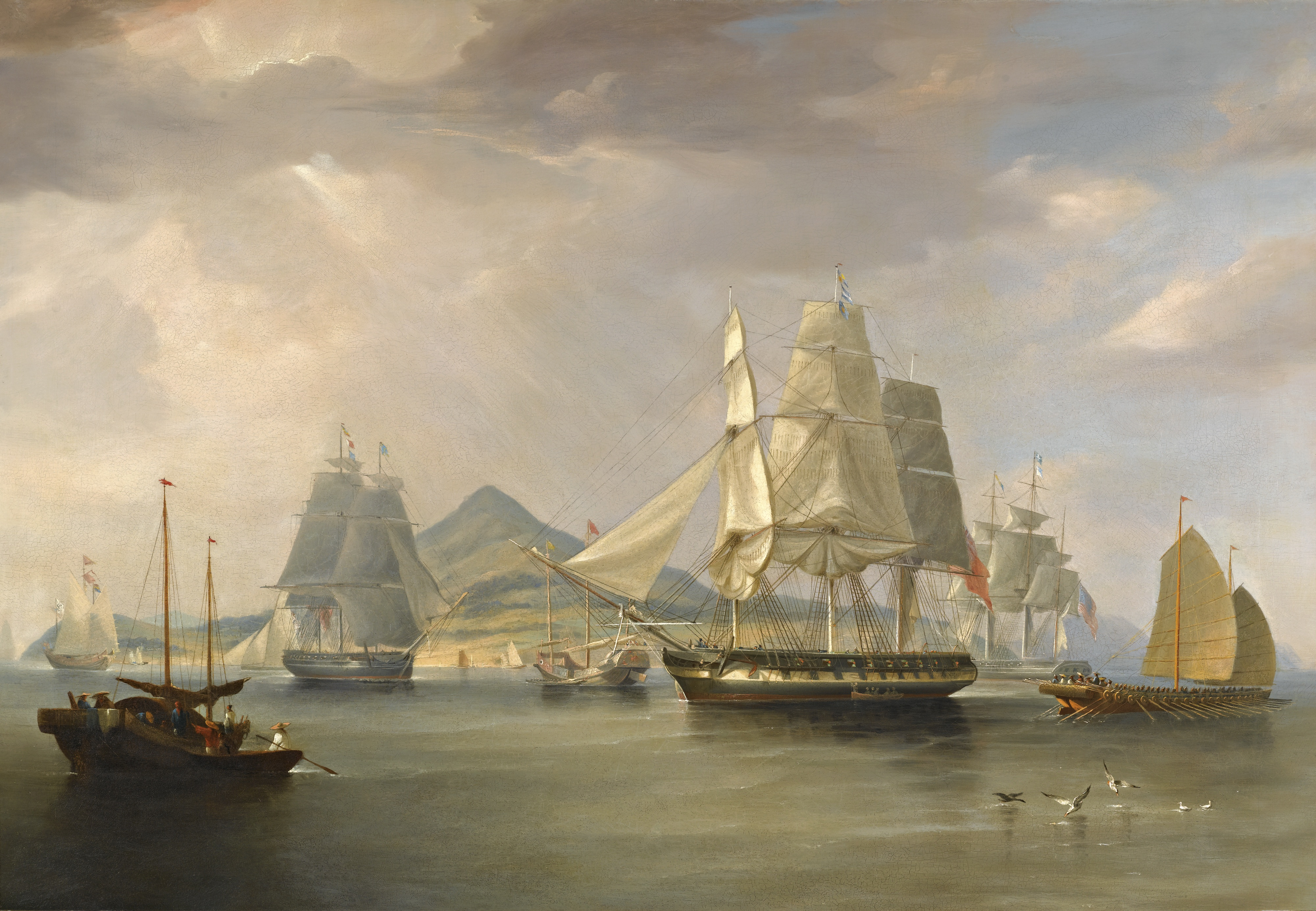
販賣鴉片的躉船，比中國漁船大得多

中國的煙民從富家子弟逐漸擴展到各色人等，加上吸食鴉片會導致成癮，故煙民不惜一切代價購買鴉片；由於中國人對鴉片的需求日益增長，鴉片貿易的豐厚利潤吸引了幾乎所有的外國商人:168。結果，鴉片的持續流入引發了白銀的不斷外流:169。清代的法定貨幣是銅錢，為民間所通用，國家的收支則以白銀爲準，人民納稅需按照銀價以銅錢繳抵；中國的白銀產量不多，供不應求，銀價有漲無回:49；加上鴉片進口激增，白銀逐年外漏，無異於火上澆油，銀荒日益加劇:49。
19世紀30年代中後期，「漏銀」的情況最爲嚴重，亦影響了中國市面上白銀與銅錢之間的兌換率:169；1740年時，1兩銀換800文銅錢，而到1828年時，1兩銀值2,500至2,600文銅錢，清政府爲此增加了鑄造銅錢的數量:169。由於銀價上漲、銅錢貶值，意味著農民賦稅加重，但國家收入卻毫未增加，引起道光帝的關注，命令官員尋找原因，始發現是鴉片走私引起了大量白銀外流，鴉片貿易至此引起清政府的嚴重關切:36。
| 年份      | 鴉片輸入 （箱） | 白銀輸出 （銀元） |
| --------- | --------------- | ----------------- |
| 1800-1809 | 39,691          | 51,339,100        |
| 1810-1819 | 74,135          | 95,288,153        |
| 1820-1829 | 180,169         | 211,089,961       |
| 1830-1839 | 344,124         | 243,958,005       |

## 清朝禁烟

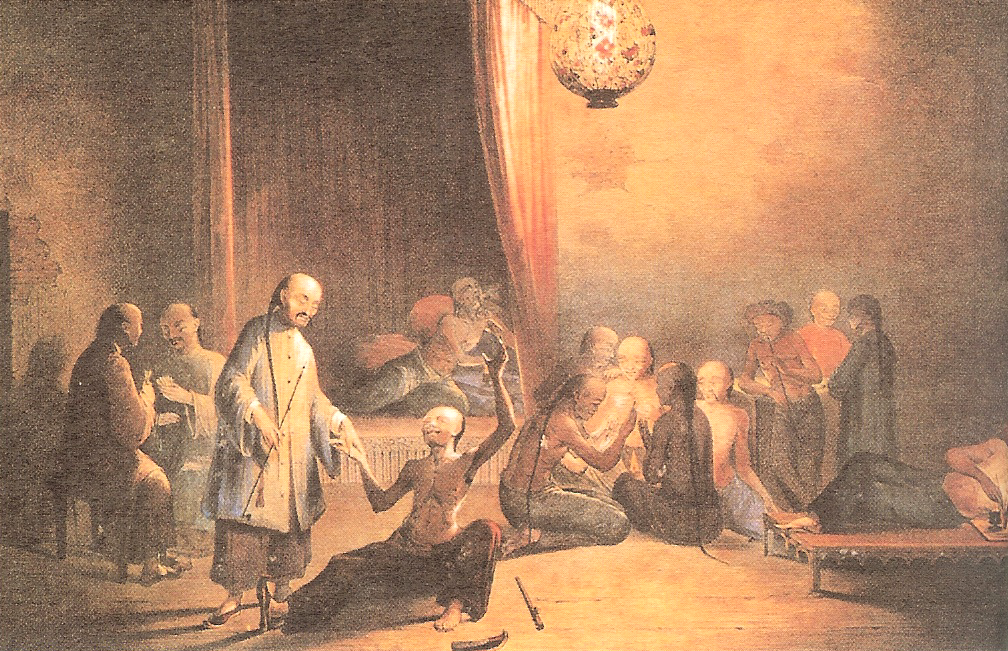
18世紀的中國鸦片吸食者

嘉庆、道光时期，清政府需要大量白银来支持镇压白莲教以及其他人民起义，但期间中英贸易的白银流向已经逆转:29。如前文所述，自明朝中後期開始，台灣和閩廣一帶已有人將原本用作藥物的鴉片混合烟草吸食，此法不久便流傳各省:165-166。由於中國人對鴉片的需求日益增長，鴉片貿易的豐厚利潤吸引了幾乎所有的外國商人，鴉片的持續流入使清政府的白銀不斷外流:168-169。當時中國實行白銀與銅錢兩種貨幣，官府稅額以銀兩計算，而百姓多以銅錢繳稅。十九世紀三十年代，由於銀價上漲、銅錢貶值，意味著農民賦稅加重，但國家收入卻毫未增加，引起道光帝的關注，命令官員尋找原因，始發現是鴉片走私引起了大量白銀外流，鴉片貿易至此引起清政府的嚴重關切:36。
道光帝是一位崇儉惜財的皇帝，他即位之前也曾吸食鴉片上癮，後來「忽有所悟」而戒煙，稱「此物不禁絕，使流行於內地，不但亡家，實可亡國」:51。鴉片泛濫也威脅清政府的統治，1832年（道光十二年），廣東連州瑤族起事，兩廣總督李鴻賓率兵鎮壓，卻屢戰屢敗，朝廷調查發現是因為廣東士兵大多吸食鴉片、無法勝任戰事，道光帝得悉後震怒。
道光年間，朝廷幾乎每年都下令禁止販運鴉片，但這反而激起了空前活躍的走私活動:36。實踐證明，嚴厲執法並不能遏制鴉片走私，因為貪官污吏憑藉禁煙的法令來收受洋商賄賂，「立法愈峻，则索贿愈多，其包庇如故，护送如故，贩与食者卒如故也」:7:99。有見及此，廣州著名書院學海堂有班讀書人主張取消煙禁，一面加重關稅，一面提倡種植，以國貨抵抗洋貨，杜絕鴉片走私:7-8:174。至此，清廷內部出現了「弛禁」與「嚴禁」的爭論:528。

### 弛禁與嚴禁
弛禁派的理論在道光十四、十五年時（1834-1835年）頗為得勢，但一直沒有官員敢公開提倡此法:8。直到1836年6月10日（道光十六年四月二十七日），太常寺少卿許乃濟上奏主張弛禁，指出鴉片禁令愈嚴、流弊愈大:528。他表示，白銀外流問題是禁煙令抬高煙價、刺激走私活動所致，而腐敗的吏治與暴利的誘惑使得走私活動無法禁止:37。故此他主張：
1. 允許鴉片合法進口並按藥材價格徵收關稅，只准以貨易貨，不得用白銀購買，藉此降低煙價並防止白銀外流；
2. 禁止官吏、兵丁和讀書人吸食鴉片，其他平民則不禁止；
3. 允許中國內地種植鴉片，令外商無利可圖，不再販運鴉片來華。[18]:38

對於許乃濟的奏議，官員看法各異，如兩廣總督鄧廷楨表示支持弛禁，禮部侍郎朱嶟則反對:529。外商總體上對弛禁的可能性感到興奮，但也有部分鴉片走私商人例外，如查頓便説：
|  | 就我們關注的利益而言，我不認為這個（弛禁）計劃有什麼好處。:174 |

但就在同時，包括御史袁玉麟在內的一批嚴禁派官員上奏道光帝，指出弛禁的方案難以執行，且將加劇紋銀外流，道光帝的態度至此轉趨強硬，於1836年9月下令兩廣總督鄧廷楨嚴查白銀外流、驅逐英國煙商和貨船:50-51。這一命令使得該年5月至9月的弛禁舉動突然停止，也令一眾煙商無所適從:174。鄧廷楨勒令煙商在限期內離開廣州，並毫不寬容地緝拿中國的鴉片販賣者和吸食者:175，到1837年底，鄧廷楨已搗毀了廣州口外所有的走私網絡，令廣州鴉片價格暴跌:175。時任英國駐華商務總監的義律依英國指令，不經行商直接向廣州官員投遞不含「稟」字的公文，但屢次遭鄧廷楨拒收:97。
應義律的請求，英國派遣駐印度海軍司令馬他倫（Frederick Maitland）率領兩艘兵艦訪華，於1838年7月抵達廣東虎門口外，並致信廣東水師提督關天培，以溫和的語言暗示英國不惜以武力支持中英平等外交、保護鴉片貿易，但中方官員完全不得要領:96-99:51。次月，馬他倫再致信關天培，要求解釋清兵截留英國商船盤查馬他倫行蹤，關天培在英艦壓力下順從，稱「乃系上人妄言」有所得罪，馬他倫得此回覆，次日率兵船離開虎門:97-98。關天培事後上奏道光，謊稱馬他倫「恭順」，粉飾太平，道光帝閲後朱批：「知道了」:98。

### 決定禁煙
嚴禁派官員的主要理據均為白銀外流（銀漏）的問題，他們主張反求諸己——既然無法對外杜絕走私，那就對內嚴禁鴉片:51。1838年6月（道光十八年閏四月），鴻臚寺卿黃爵滋黃爵滋上奏《請嚴塞漏卮以培國本折》，提出「重治吸食」的嚴禁政策，內容包括：
- 給予煙民一年時間戒煙，逾期不戒煙者處死；
- 本人處死以外，其子孫不得參加科舉，剝奪政治權利；
- 發動百姓互相監督和舉報，知情不報者法辦[36]。

這封奏摺上奏以後，道光帝命令各省督撫討論:9，結果過半的督撫都反對將吸煙者處死，其中部分督撫將矛頭直指廣東，認為禁煙要正本清源:90-91。湖廣總督林則徐是少數支持黃爵滋的官員之一，他上奏道光帝，稱以死刑禁烟是「辟以止辟」的必要做法，又援引他在湖北和湖南轄區有效阻嚇官民買賣和吸食鴉片，並從國防和財政的角度作出結論:52：
迨流毒于天下，则为害甚巨，法当从严。若犹泄泄视之，是使数十年后，中原几无可以御敌之兵，且无可以充饷之银。兴思及此，能无股栗？:52
林則徐提出了六點方案，包括銷毀煙槍煙具、在限期內改造煙民、懲治本國鴉片商販和吸食者等，只有對外國走私者一項比較謹慎。林則徐的言辭和成就令道光帝印象深刻:176。
最終令道光皇帝下定決心嚴禁鴉片的，還有另外兩件事：1838年10月25日，道光帝獲悉莊親王奕𧷨和輔國公溥喜在尼僧廟吸食鴉片，標誌着鴉片已經染指皇室:92；同年11月8日，直隸總督琦善奏稱在天津繳獲歷來最多的13萬兩鴉片，且明言是來自廣東。翌日（11月9日），道光帝便下諭旨：「林則徐着來京陛見」:92-93。同時，吸食鴉片的莊親王和輔國公被奪取爵位，弛禁派的許乃濟也被降職。自1838年12月28日至1839年1月3日七天之內，道光帝八次召見林則徐:53，並在1838年12月31日委任他為欽差大臣，負責禁絕廣州的鴉片交易:176。道光帝給林則徐的訓令是，必須杜絕鴉片，但絕不可挑起「邊釁」:101。
林則徐抵粵前，1838年12月，當地已有2,000名中國鴉片商和烟民被拘禁，且每天都有烟民被處決；英商查頓報告說，兩廣總督鄧廷楨一直在「殘忍地拘拿、審訊並吊死這些可憐的家伙……我們還從未見過如此嚴厲、如此普遍的迫害」:175。那年年底，外國走私船已絕跡，廣州的鴉片貿易已完全停滯，這對英國商人產生了災難性的後果:176。

### 封鎖商館
1839年3月10日（道光十九年正月二十五日），林则徐抵達廣州。林則徐首先參觀越华书院，並題了一對對聯：
|  | 海納百川，有容乃大； 壁立千仞，無欲則剛。 |

林則徐召集粵秀書院、越華書院、羊城書院三大書院六百四十五學子入貢院「考試」。這次名為考試，實為問卷調查，試題四道：鴉片集散地及經營者姓名、零售商、過去禁煙弊端、禁絕之法。自此林則徐掌握了所有煙商、貪官污吏之名單。他與兩廣總督鄧廷楨、廣東水師提督關天培兩人合作，加緊暗訪密查，嚴拿煙販。

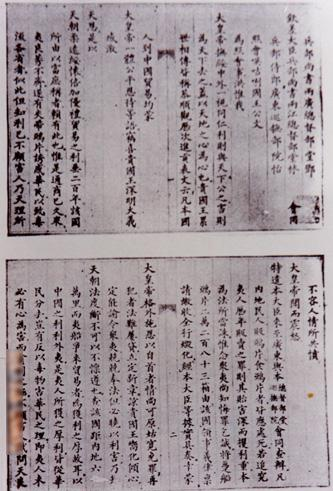
林則徐致維多利亞女王的信。

初到廣州之時，林則徐寫了兩則給維多利亞女王的書信，詞句近乎威脅:57:177。在更著名的第二封信中，林則徐宣稱：
弼教明刑，古今通義，別國人到英國貿易，尚須遵守法度，況天朝乎？今定華民之例，賣鴉片者死，食者亦死。試思夷人無鴉片帶來，則華人何由轉賣？何由吸食？是奸夷實陷人於死，豈能獨予以生？彼害人一命，尚須以命抵之，況鴉片之害人，豈止一命已乎？
林則徐在信中質問女王明知鴉片有害，在國土上不產鴉片，嚴禁國民吸食，但卻在其管轄的印度種植生產鴉片，批准國民在中國進行鴉片貿易；他要求女王去除印度的鴉片，並通知女王中國已經通過《欽定嚴禁鴉片煙條例》，全面禁煙，使英國國民放棄鴉片貿易。但這兩封信最終并未交到女王手中:177。
3月18日，林則徐向外商發出收繳鴉片的命令，限3天之內將其躉船上所有鴉片全部交出，到期不繳則封艙封港，又要求外商出具保證書，承諾今後不再販運鴉片來華，否則「貨盡沒官，人即正法，情甘服罪」，他聲稱法在必行，「若鴉片一日未絕，本大臣一日不回」:53；另一道係給行商，責令三日內繳煙和出具保證書:53-54。林則徐同時提出，每箱呈繳的鴉片將獲五斤茶葉的獎勵，但他從未提及金錢賠償:178。
洋商起初以爲，林則徐只是普通官吏，表面上大講禮義廉恥，實際上只是爲了講價:11，認爲只需略事敷衍，即可了結:54。3月21日繳煙期限届滿，外商同意交出鴉片1,037箱，但林則徐認爲太少，拒不接受:54，並逮捕了兩名公行總商:178。3月22日，林則徐下令逮捕英國大鴉片商人顛地，威脅顛地向官府自首，否則將兩名公行總商斬首:178。於是鄧廷楨下令封鎖廣州海岸，圍困十三行，顛地意圖逃走，被鄧廷楨活捉。
時任英國政府代表、駐華商務總督義律得知消息，於3月23日自澳門啓程趕往廣州商館:178。3月24日，林則徐下令中斷貿易，撤走英國商館中的華人買辦和僕役；當日義律抵達廣州商館，當晚林則徐派兵封館，義律與350名洋商被困在商館裡:54。此後，軟禁長達六個星期，因行商偷送糧食而未有斷糧:178。根據後來中英共同簽訂的《南京條約》的記載，林則徐將英人強留此處，「嚇以死罪，索出鴉片以為贖命」（因此，清政府賠償洋銀六百萬元償補原價）。

3月27日，義律屈服，直接向林則徐具稟，願將英國人經手鴉片悉數清繳，擔保將交出鴉片共20,283箱:54。同日，義律以英國政府的身分發佈了一條佈告，讓所有英商將鴉片交給他轉繳林則徐，宣布英國政府會賠償他們的損失。由於義律的這份宣言，鴉片的所有權易手了——從商人的私有財產變成英國政府的公有財產:179。對此，英國大商人馬地臣(Matheson)形容：
|  | 中國人已落入了使他們自己直接面對女王陛下的圈套。:179 |

### 銷毀鴉片

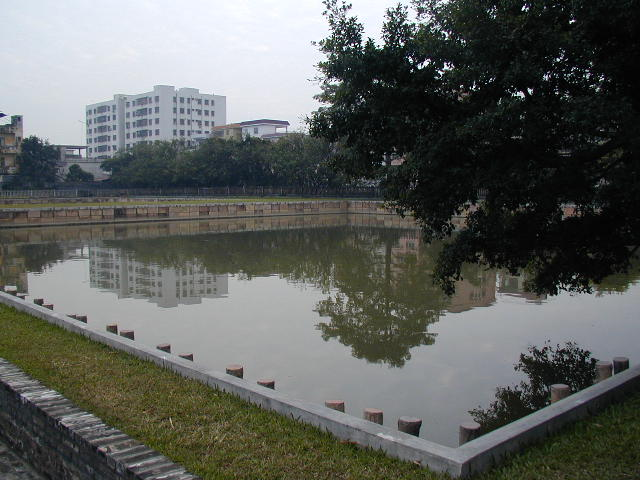
虎門銷煙的銷煙池之一，现为虎門鴉片戰爭紀念館

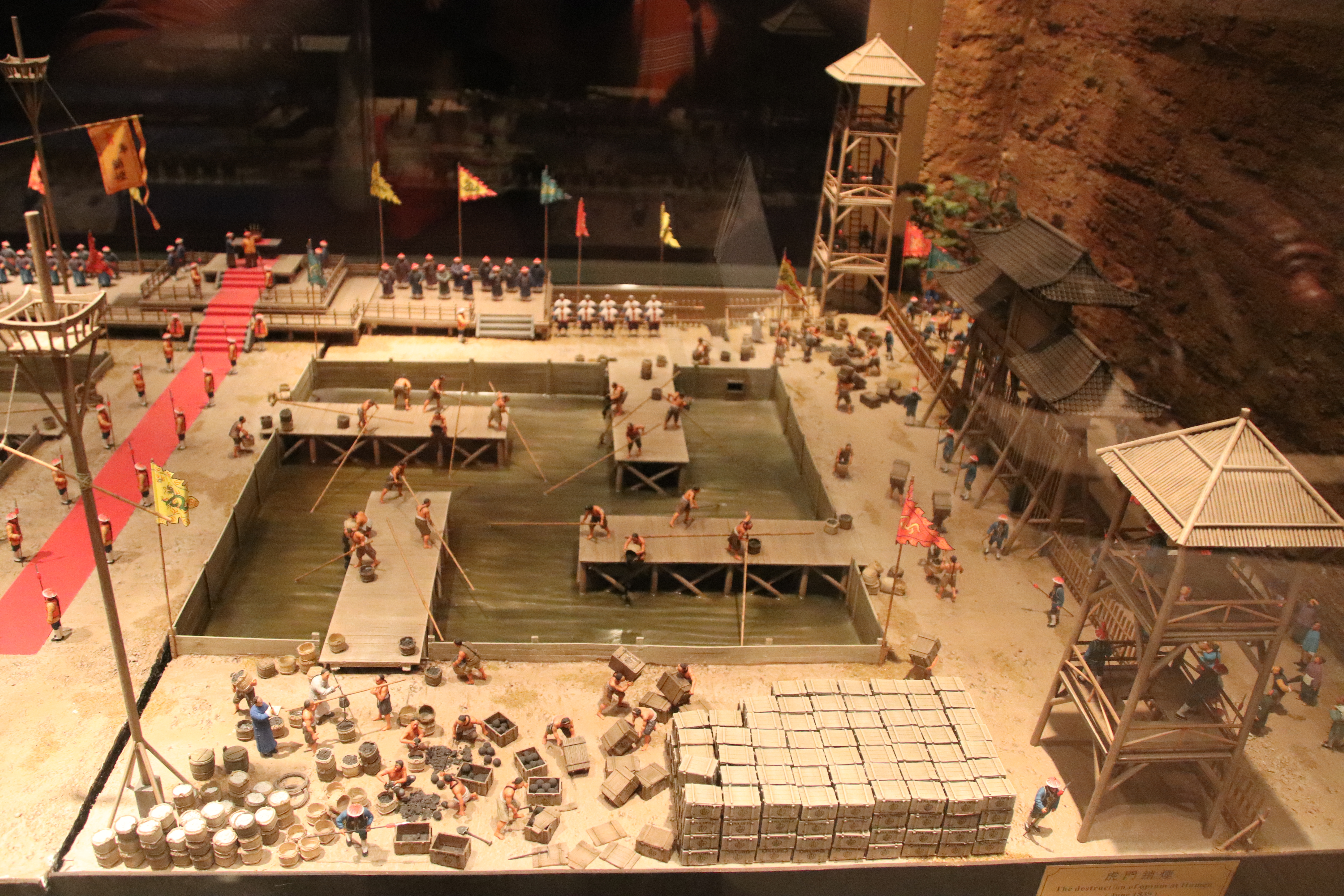
虎門銷煙模擬圖. 攝於香港歷史博物館「香港故事」展覽

1839年4月11日（道光十九年二月二十八日），林則徐、鄧廷楨及廣東海關監督豫坤乘船到達虎門，會同廣東水師提督關天培驗收鴉片。煙販在沙角缴煙，並在路易莎號簽發收據。
義律命副領事趕赴伶仃洋召集英國煙商，與4月12日開始收繳鴉片:54。5月18日時，義律實際已交出了21,306箱鴉片:179。其中，怡和洋行上缴鸦片7,000箱，宝顺洋行上缴鸦片1,700箱，旗昌洋行上缴鸦片1,540箱。林則徐請示過道光帝之後，在虎門挖了三個大坑（每個長150英尺、寬75英尺、深7英尺）。6月3日（四月二十二日），實行銷燬，歷時22日。在銷毀期間，美國船長、商人、教士亦到場參觀，道光帝說是「大快人心」:54。美國漢學傳教士衛三畏指“在世界历史中，一个非基督教的君主宁愿销毁损害他的臣民的东西，而不愿出售它来装满自己的腰包，这是唯一的一个实例。”
林則徐本想將鴉片運回京師銷毀，不過御史鄧瀛認為為防鴉片被偷偷換掉，就地銷毀更好，道光帝同意。林則徐決定於虎門公開銷煙，接下來林則徐就要找出銷毀鴉片的方法。林則徐曾使用傳統銷毀鴉片「煙土拌桐油硝煙法」（是銷煙初期使用的傳統方法，首先在虎門挖一條地溝後，將煙土拌入桐油，在倒入溝中，點火焚燒），但是由于融化的煙土會滲入地表，犯了毒癮的百姓掘取長溝之土，仍可吸到一些鴉片，成效不彰；於是林則徐找出第二種方法「海水浸化法」。
海水浸化法的辦法是在海邊挑挖兩池，池底鋪石，為防鴉片滲漏，四周釘板，再挖一水溝。將鹽水倒入水溝，流入池中。接著把煙土割成四瓣，掉入鹽水，泡浸半日，再投入石灰，石灰遇水便沸，煙土溶解。各工作人員拿木耙不停在池中搞拌，務求煙土完全溶入水中。待退潮時，把池水送出大洋，並用清水洗刷池底，不留涓滴。總共花了二十三天，才徹底銷毀，而當時被命令巡守、查看銷毀鸦片的官員，經過時也都因惡臭而掩鼻皺眉，有的甚至因此中毒病倒。博羅縣典史陳熔在巡視過程中大呼「好臭」，而後竟晕厥在地，兩天後就過世了。

6月2日（四月二十一日），即虎门销烟前一天，林公寫文祭海，文说：
|  | 倘波臣之夙戒无闻，恐水族之豫防莫及。本除害马，岂任殃鱼，比諸毒矢強弓，會須暫徙，庶使殲鱗凡介，勿損滋生。……尤赖明神昭示冥威，永祛妖物，驯彼犬羊之性，俾识撑梨；杜其蜂趸之萌，专输嫁布。 |

當天日記裡又說：「以日內消化鴉片，放出大洋，令水族先期暫徙，以避其毒也。」
6月3日，虎門銷煙正式開始，虎門搭起了一座禮台，前面掛著一面黃綾長幡，上書「欽差大臣奉旨查辦廣東海口事務大臣節制水陸各營總督部堂林」，廣東各高級官員全部出席。由於銷煙是公開參觀的，加上是端午節前後，因此人們紛紛前往虎門淺灘。另外，不販鴉片的外商、領事、外國記者、傳教士等等，都專程由澳門或其他地方前來參觀，當中無一是英國人，以抗議清廷對英國人財產施加壓迫。
當中有帶同家眷之不販鴉片的美商C·W·金、傳教士裨治文、商船船長弁遜等十人，不信林則徐有辦法把所有鴉片完整銷毀，於是前來實地考證。林則徐乾脆給他們進入池邊，讓外國觀察員直接詳看銷煙方法，沿途講解。待觀看全部過程、反復考察後，皆心悅誠服，向林則徐脫帽致敬。事後，傳教士裨治文在任職的《中國叢報》中記述：
|  | 我們已經反復檢查銷化過程的一部分，他們在整個工作進行時的細心和忠實的程度，遠遠超過我們的預料，我不能想象再有任何事情會比執行這項任務更加忠實的了。 |

此外，《澳門月報》、《季度評論》、《新加坡自由新聞》、《廣州紀時報》等外國人報紙皆大編幅連續報導虎門銷煙，而且得到與鴉片貿易無關的外國人支持及肯定。英國本土方面也因此事件而物價增漲，尤其是大米、絲綢和銀。
澳葡政府亦對查禁鴉片一事相當合作，葡萄牙商人全部承諾不販鴉片，並歡迎林則徐親臨查辦。林則徐於是發表聲明，不但葡萄牙商人可以正常貿易，往中國貿易時更會得到保護，絕不被人欺凌。
從四月廿二至五月十日（1839年6月20日）當中，共銷毀兩百三十七萬六千二百五十斤鴉片，其中少數鴉片運送京師作樣本，然後銷毀。

## 後續

### 中英衝突加劇
1839年6月虎门销烟后，清廷欲將林則徐調任兩江總督，但林則徐拒絕，他認爲雖然銷毀了已到的鴉片，但今後仍可陸續有來:12。林則徐堅持要求英商出具「甘結」（即保證書）承諾以後不再走私鴉片來華，違者「貨盡沒官，人即正法」:178-180。他堅持具結要求是因爲他知道洋人講求信義和契約精神，正如他早前向洋商發出的繳煙諭帖所指：
本大臣家居閩海，於外夷一切伎倆，早皆深悉其詳……聞該夷平日重一信字，果如本大臣所諭，已來者盡數呈繳，未來者斷絕不來，是能悔罪畏刑，尚可不追既往。——《諭各國夷人呈繳煙土稿》，1839年3月18日
但是，義律和英商則堅決抵制這一要求，認爲清政府「人即正法」不經審訊即處死違約者與國際法相悖，不可接受；加上由於走私鴉片的躉船根本無須進口，故義律向林則徐指出，具結的死刑威脅無法震懾在外洋賣貨的躉船主，應設法根除此弊；林則徐的友人魏源認爲義律的建議合理，是和平解決雙方分歧的契機:51。但林則徐「嚴駁不許」，僵局至此形成:51-52。
5月24日，結束軟禁的義律和全體英國人前往澳門，沒有接受林則徐的具結要求。義律敦促英國政府對中國採取「迅速而有力的措施」，商人們也呼籲國會採取步驟，以兌現義律對被收繳鴉片作出賠償的保證:179。

### 戰後禁烟情況
作為這次戰爭的肇因，鴉片卻并沒有在《南京條約》中被提及，中英雙方不謀而合地避免提及鴉片的未來問題:89。戰後的鴉片進口，處於一種形式上仍然非法但實際上被中國默許的狀態，這很大程度上是來自清政府、地方官員與中國農民的利益考量。
1847年，時任陜西巡撫的林則徐曾在一封寫給江西撫州府文海的信中提到，可在內地種植罌粟，以國產鴉片抵消進口鴉片，自種自吸，遏制白銀外流：
鄙意亦以內地栽種罌粟於事無妨。所恨者內地之嗜洋煙而不嗜土煙，若內地果有一種黃蓉，勝於洋販，則孰不願買賤而食？無如知此味者，無不捨近圖遠，不能使為紹興之美酝瑚南之錠煙，內地自相流通，如人一身血脈貫注，何礙之有？
諷刺的是，林則徐的思想轉變，使得原本屬於“嚴禁派”的他，與戰前已經出現的“弛禁派”主張不謀而合。當中飽受批判的弛禁派官員許乃濟直到今日仍被作為愛國主義教育的反面典型。
國產鴉片的種植由於其極高的經濟效益，不僅為農民所喜愛，也成為地方政府緩解財政困難的不二選擇。早在戰前的1830年代，中國各省已經普遍種植罌粟，尤以雲南為甚。事實上，清政府通過「寓禁於征」的政策默許甚至鼓勵農民種植鴉片，徵收了巨額稅款。
此外，英法聯軍之役簽訂《天津條約》後，中英再於1858年簽署《通商章程善後條約：海關稅則》正式承認鴉片貿易合法化。在官心所向、民心所向之下，罌粟的種植逐漸從西南地區擴展至全國。
1867年，鴉片進口值達2230.4萬兩，但在1868年僅為1853.7萬兩，一年之内下降了近17%。到1879年，全國鴉片的自給率已經高達80.12%，幾乎所有印度鴉片都被趕出中國市場；三年後（1882年），中國鴉片完全實現了自給自足，甚至實現出口外銷。